# Vice-presidente da Costa do Marfim
 O Vice-presidente da Costa do Marfim é o segundo cargo mais importante do poder executivo da Costa do Marfim. O vice-presidente, juntamente com o presidente da Costa do Marfim, é eleito diretamente pelo povo através do voto popular para cumprir um mandato de cinco anos. O vice-presidente é a primeira pessoa na linha de sucessão presidencial e ascenderá à presidência com a morte ou renúncia do presidente, ou uma absoluta vacância no cargo. O presidente Alassane Ouattara nomeou Daniel Kablan Duncan como vice-presidente em janeiro de 2017, após a promulgação da Constituição de 2016 .

## História
O cargo de vice-presidente foi criado em 1980, mas foi abolido em 1985. A adoção de uma nova constituição em 2016 recriou o cargo de vice-presidente.

## Elegibilidade
As mesmas disposições da constituição de 2016 para o presidente se aplicam a um candidato à eleição como vice-presidente.

## Deveres
As funções do vice-presidente da Costa do Marfim são:
- Presidir reuniões na ausência do Presidente
- Presidir interinamente o país quando o presidente estiver fora do país

## Vice-presidentes (2017 – presente)
| №   | Imagem | Nome (Nascimento-Morte)      | Eleito | Mandato               | Mandato             | Partido politico | Presidente        |
| --- | ------ | ---------------------------- | ------ | --------------------- | ------------------- | ---------------- | ----------------- |
| 1º- |        | Daniel Kablan Duncan (1944–) | Nenhum | 10 de janeiro de 2017 | 13 de julho de 2020 | PDCI – RDA       | Alassane Ouattara |
| 2º- |        | Patrick Achi (1955–)         |        | 2020                  |                     | PDCI – RDA       | Alassane Ouattara |